# Yes or No (phim)
Yes or No (Thái: อยาก รัก ก็ รัก เลย; RTGS: Yak Rak Ko Rak Loei; nghĩa là "Hãy yêu nhau như chúng ta mong muốn") là một phim điện ảnh Thái với diễn viên Sucharat "Aom" Manaying và Suppanad "Tina" Jitaleela. Nó được đạo diễn bởi Sarasawadee Wongsompetch. Có lẽ đây là bộ phim đầu tiên mà vai chính là một phụ nữ đồng tính có cử chỉ điệu bộ giống đàn ông (butch) do Jittaleela đóng, trong khi Manaying đóng vai Pie ban đầu có ác cảm với butch, ảnh hưởng từ những thành kiến của mẹ cô.
Phim "Yes or No" là một câu truyện 2 người con gái Thái học đại học và chia phòng với nhau (Pie và Kim). Pie ban đầu có ác cảm với Kim vì những thành kiến với phụ nữ ăn mặc như đàn ông (tomboy), sau này cả hai trở thành một đôi uyên ương.